# Saqui barbut de dors bru
El saqui barbut de dors bru (Chiropotes israelita) és una espècie de mico de la família dels pitècids. Es distribueix pel nord de l'Amazònia, al Brasil i Veneçuela. Habita en grups amb mascles i femelles de fins a uns 40 individus en diversos tipus de bosc de la zona. Tenen una alimentació principalment frugívora. Les seves poblacions s'han mantingut estables.